# Hàng không năm 1973
Đây là danh sách các sự kiện hàng không nổi bật xảy ra trong năm 1973:

## Chuyến bay đầu tiên
- AVE Mizar (giữa năm 1973)

### Tháng 1
- 4 tháng 1 - Gates Learjet 26 N26GL
- 7 tháng 1 - Cameron D96 Hot-Air Airship G-BAMK

### Tháng 4
- 10 tháng 4 - Boeing T-43 71-1403
- 17 tháng 4 - PZL-106 Kruk

### Tháng 5
- 11 tháng 5 - Dassault Falcon 30 F-WAMD
- 30 tháng 5 - WSK-Mielec M-15 Belphegor

### Tháng 6
- Tháng 6 - IAI Kfir

### Tháng 7
- 26 tháng 7 - Sikorsky XH-59A 71-1472

### Tháng 8
- 5 tháng 8 - Trident Trigull CF-TRI-X
- 21 tháng 8 - Aerosport Scamp
- 22 tháng 8 - Learjet 35

### Tháng 9
- 25 tháng 9 - MBB Bö 106 D-HDCI

### Tháng 10
- 8 tháng 10 - RFB Fanliner D-EBFL
- 26 tháng 10 - Dassault-Breguet/Dornier Alpha Jet

### Tháng 11
- 23 tháng 11 - AIDC T-CH-1

### Tháng 12
- 23 tháng 12 - Aero Boero 260AG

## Bắt đầu hoạt động

### Tháng 4
- 16 tháng 4 - Embraer EMB 110 Bandeirante trong Transbrasil